# Ramon Gaya i Massot
Ramon Gaya i Massot (Lleida, Segrià, 1896 - Cornellà de Llobregat, Baix Llobregat, 13 de juny de 1959) fou un industrial, historiador i polític català. Fou nomenat alcalde de Cornellà de Llobregat el 1945 fins a la seva destitució el 1951.
Estudià al seminari de Lleida i es llicencià en dret a la Universitat de Barcelona. Fou membre de la Lliga Catalana i havia estat secretari de l'Ajuntament republicà de Cardona. Instal·lat a Cornellà de Llobregat, dirigí la fàbrica metal·lúrgica de Josep Mas i Font, amb la família del qual s'emparentà. Paral·lelament, es dedicà a la recerca històrica sobre la Universitat de Lleida. A finals de 1945 fou nomenat alcalde de Cornellà de Llobregat, tot i no ser afiliat a la Falange Española. Entre les seves obres, hi destaquen: Comentarios al período preparatorio de la fundación del Estudio de Lérida (1949), Los valencianos en el Estudio General de Lérida (1950), Cancilleres y Redactores del Estudio de Lérida (1951) i Los jesuitas en la universidad de Lérida (1954).